# بين كوتش
بين كوتش هو لاعب اتحاد الرغبي وسياسي نيوزيلندي، ولد في 27 يونيو 1925 في Rāpaki ‏ في نيوزيلندا، وتوفي في 3 يونيو 1996 في ماسترتون ‏ في نيوزيلندا. نشط حزبياً في الحزب الوطني في نيوزيلندا. وقد انتخب Minister for Māori Development ‏ (13 ديسمبر 1978 – 26 يوليو 1984) وانتخب عضو مجلس النواب النيوزيلندي ‏.